# Jerzy Płaczkiewicz
Jerzy Płaczkiewicz (Katowice, 1946 - ) es un historiador, presentador y comentarista polaco del tango y una personalidad de la música y la radio. Su madre fue Lili Larys, una actriz y bailarina en Polonia previamente a la Segunda Guerra Mundial. 
Płaczkiewicz mantiene una colección única de música polaca de archivo y escribe sobre la historia del tango. Sus artículos sobre la historia del tango trazan las raíces de los tangos de origen argentino en Polonia, así como la influencia del tango polaco en la escena mundial del tango.
En 1980 fue presentador y comentarista de antiguas grabaciones en una de las estaciones de la radio pública polaca, Program III Polskiego Radia. 
Entre 1990 y 2000, fue autor de audiciones musicales radiales para la antedicha estación.
También realizó trabajos para la estación de radio Program Pierwszy Polskiego Radia.
Para la Radio Katowice elaboró los ciclos de audiciones Historia mundial vista a través de la historia de las grabaciones (Historia świata na tle historii fonografii ) y Secretos de las antiguas grabaciones (Sekrety starych płyt ).
En 2005 compiló y editó Polskie Tango 1929-1939. 
En 2007 publicó  ¡Pola Negri canta! (Pola Negri śpiewa!) en la editorial del Museo Cinematográfico de la ciudad de Łodź.